# 叛逆臥底
《叛逆臥底》（英語：Death Rim）是一部由吳迪文執導，李修賢監製。鄭浩南、容錦昌、黃子揚、李劍忠主演的電影，本片因有一場強暴戯而被分為三級片。

## 故事簡介
偷車高手阿南（鄭浩南飾演）因在一次偷車失敗而入獄，出獄后他決定要重新做人，但阿忠（李劍忠飾演）卻找到阿南並要求他出山，南不肯，但在忠的哀求下還是答應了他。在一次南帶同忠交易時被警察截查，警察看見白粉，南再度被捕了，而忠卻逃走了，南被判再度入獄。忠的老大成哥（黃子揚飾演）性格心狠手辣，他得知貨被警察拿走，憤怒不已。在南的入獄期間，忠居然把南的妻子強暴了，並把其推下樓而亡，南得知后答應了警方的要求做臥底，潛入匪幫，為妻報仇。

## 演出
| 演员   | 角色 | 备注 |
| 鄭浩南 | 阿南 | 前偷車高手，因在一次偷車失敗而入獄 性格友善 阿忠的老大，後反目 因為妻報仇而警方的要求做臥底 最後和警官對付成哥，成功後和女兒從此遠走他方 |
| 容錦昌 | 警官 | SIR 阿南之上司 性格嫉惡如仇 要求阿南替警方做臥底 最後槍殺成哥                                                                            |
| 黃子揚 | 成哥 | 本片終極大反派 黑幫老大 阿忠之老大 阿南之天敵 最後被警官槍殺                                                                             |
| 李劍忠 | 阿忠 | 本片大反派 小混混 表面膽小如鼠，實心狠手辣 成哥、阿南之手下，後出賣阿南 最後被阿南殺死                                                   |

## 外部連結
- 香港影庫上《叛逆臥底》的資料（繁體中文）
- 豆瓣电影上《叛逆臥底》的資料 （简体中文）